# الرفيد (إربد)
الرفيد هي بلدة تقع في شمال محافظة إربد.
وتعد الرفيد من القرى المهمة في لواء بني كنانة لمكانتها الجغرافية والاجتماعية أنها كانت مسقط الرأس لبعض زعماء العبيدات وأبنائهم. ففيها شيخ العبيدات إبراهيم السعد الدين الذي كان قائم مقام حكومة عجلون في ذلك الوقت ووضع بني كنانة الحالية
حيث أنجب العديد من الأبناء من أهمهم سعد وسعود وعلي وقفطان وفارس وعمهم فياض السعد وعمهم محمد السعد الدين.

## الموقع
تقع بلدة الرفيد على بعد 20 كم من مدينة إربد إذ تحيط بها عدد من القرى (يبلا وعقربا وحرتا وكفرسوم) وتعد الرفيد من أهم المواقع على الحدود الأردنية السورية، قامت الرفيد بتخريج أجيال وأجيال من المتعلمين والمثقفين العاملين في القوات المسلحة وأجهزة الدولة العسكرية والمدنية وقطاع التعليم، والغالبية العظمى هم من منتسبي القوات المسلحة ضباط وأفراد.

## تاريخ البلدة
وقد انشئ أول مجلس قروي فيها عام 1971 م برئاسة عبد الله السلامة العبيدات. وتحولت إلى مجلس بلدي عام 1994 م ويبلغ عدد سكانها أكثر من سبعة آلاف نسمة انتقل الكثير منهم إلى حبراص واليرموك بالإضافة إلى عمان والزرقاء واربد والحصن والكثير من المغتربين خارج الأردن. بينما تبلغ مساحة البلدة حوالي 1130 دونم تقريباً وفيها جميع الخدمات من الناحية التعليمية والاجتماعية والدينية والخدماتية ففيها مدرستان مدرسة للذكور وأخرى للإناث وفيها مكتب للبريد ومركز صحي وجمعية خيرية ويوجد فيها أربعة مساجد وكنيسة واحدة كاثوليكية وأربع مقابر اثنتان إسلاميتان واثنتان مسيحيتان.

## الأحياء
تتفرع الرفيد إلى عدة أحياء: السنينة (أقصى غرب البلد) والحي الغربي (المروش) والحي الشرقي ووسط البلد (البلدة القديمة) والحي الجنوبي وشفا العين والرفيد محاطة بالكثير من الينابيع العذبة وتشتهر بزراعة الزيتون والرمان والتين واللوزيات. بالإضافة إلى زراعة القمح.